# Tobias Almborg
Carl Rolf Tobias Almborg, född 14 juni 1976 i Fosie, Skåne, är en svensk skådespelare.

## Biografi
Tobias Almborg är son till Rolf Almborg och hans dåvarande hustru Maria. Han har en yngre bror. 
Han växte upp i Norrköping. 
Mellan 1996 och 2000 anlitades Almborg främst av fria teatergrupper, såsom Teater Cayenne, Cadabra Musikteater, Teater Fenix och Comedigruppen. År 2000 började han arbeta på Östgötateatern, där han alltjämt ingår i den fasta ensemblen.
På film och tv har Almborg bland annat synts i filmen En man som heter Ove, i vilken han spelar karaktären Parvanehs man Patrick, och Ronja Rövardotter.

## Utmärkelser
2024 – Norrköpings kommuns kulturstipendium till Moa Martinsons minne.

## Teater

### Roller (ej komplett)
| År   | Roll                                   | Produktion                                                                                | Regi                    | Teater         |
| ---- | -------------------------------------- | ----------------------------------------------------------------------------------------- | ----------------------- | -------------- |
| 2000 |                                        | En uppstoppad hund Staffan Göthe                                                          | Claes Lundberg          | Östgötateatern |
| 2002 |                                        | Tolvskillingsoperan (Die Dreigroschenoper) Bertolt Brecht och Kurt Weill                  | Åsa Melldahl            | Östgötateatern |
| 2004 | Trollkarlen från Oz/ Professor Mirakel | Trollkarlen från Oz (The Wizard of Oz) L. Frank Baum                                      | Hans Wigren             | Östgötateatern |
| 2007 |                                        | Motortown Simon Stephens                                                                  | Tereza Andersson        | Östgötateatern |
| 2007 |                                        | Räddad Alfhild Agrell                                                                     | Jenny Andreasson        | Östgötateatern |
| 2008 |                                        | Drottning på kryckor Frida Stéenhoff och Victoria Benedictsson                            | Jenny Andreasson        | Östgötateatern |
| 2008 |                                        | Cabaret Joe Masteroff, John Kander och Fred Ebb                                           | Tereza Andersson        | Östgötateatern |
| 2010 |                                        | Vildanden Henrik Ibsen                                                                    | Torbjörn Astner         | Östgötateatern |
| 2010 |                                        | Familjen (August: Osage County) Tracy Letts                                               | Tereza Andersson        | Östgötateatern |
| 2012 |                                        | Änglar i Amerika (Angels in America) Tony Kushner                                         | Tereza Andersson        | Östgötateatern |
| 2012 |                                        | Gin & Bitter Lemon (Absurd Person Singular) Alan Ayckbourn                                | Stina Ancker            | Östgötateatern |
| 2013 |                                        | Bluebird Simon Stephens                                                                   | Tereza Andersson        | Östgötateatern |
| 2014 | Max                                    | Sound of Music Richard Rodgers, Oscar Hammerstein, Howard Lindsay och Russel Crouse       | Mattias Carlsson        | Östgötateatern |
| 2015 | Frankenstein                           | Frankenstein (Frankenstein genskabt) Kasper Hoff                                          | Tereza Andersson        | Östgötateatern |
| 2015 |                                        | Wendy & Peter Pan (Peter Pan and Wendy) J.M. Barrie                                       | Nina Jemth Pelle Öhlund | Östgötateatern |
| 2016 | Oronte m.m.                            | Misantropen (Le misanthrope) Molière                                                      | Michaela Granit         | Östgötateatern |
| 2019 | Peter Söst                             | Nån sorts lugn före stormen (Nach der Ruhe vor dem Sturm) Theresia Walser                 | Johan Huldt             | Östgötateatern |
| 2020 | Regissör Lloyd Dallas                  | Rampfeber (Noises Off) Michael Frayn                                                      | Pontus Plænge           | Östgötateatern |
| 2020 | Kevin T Garth m.fl.                    | Come From Away Irene Sankoff och David Hein                                               | Markus Virta            | Östgötateatern |
| 2021 | Joseph Collignons far Mystisk man      | Amélie Dan Messé, Nathan Tysen och Craig Lucas                                            | Markus Virta            | Östgötateatern |
| 2022 | Knuut Christiansen                     | Expedition kyla (Kohti kylmempää) Leea Klemola och Klaus Klemola                          | Jussi Sorjanen          | Östgötateatern |
| 2022 | Kevin T Garth m.fl.                    | Come From Away Irene Sankoff och David Hein                                               | Markus Virta            | Östgötateatern |
| 2023 |                                        | Minnesstunden Tobias Almborg                                                              | Tobias Almborg          | Östgötateatern |
| 2023 |                                        | En julsaga (A Christmas Carol in Prose, Being a Ghost-Story of Christmas) Charles Dickens | Johan Huldt             | Östgötateatern |
| 2024 |                                        | Den goda människan i Sezuan (Der gute Mensch von Sezuan) Bertolt Brecht                   | Sara Giese              | Östgötateatern |
| 2024 | Charles Dietz                          | Beetlejuice Scott Brown, Anthony King och Eddie Perfect                                   | Markus Virta            | Östgötateatern |

### Regi (ej komplett)
| År   | Produktion    | Upphovsmän     | Teater         |
| ---- | ------------- | -------------- | -------------- |
| 2023 | Minnesstunden | Tobias Almborg | Östgötateatern |